# Max Fuchs
Pour les articles homonymes, voir Fuchs.
Maximilien Fuchs, dit Max Fuchs, né le 18 novembre 1876 dans le 10e arrondissement de Paris et mort le 19 mars 1949 dans le 12e arrondissement de Paris, est un historien du théâtre et écrivain français.

## Biographie
Maximilien Lucien Charles Fuchs est né à Paris en 1876, de Charles Otto Pierre Fuchs, peintre sur porcelaine, et de Victoire Alexandrine Louise Saettoni, son épouse.
Il est l'auteur d'ouvrages fondamentaux pour l'histoire du théâtre en province, comme La Vie théâtrale en province au XVIIIe siècle (vol. I : Paris, Droz, 1933 ; vol. II : Paris, CNRS, 1986) et le Lexique des troupes de comédiens au XVIIIe siècle (Paris, Droz, 1944). On lui doit aussi de nombreux articles sur des théâtres français ou sur des comédiens et écrivains oubliés, ainsi qu'une monographie sur Théodore de Banville (1912) et un Lexique du Journal des Goncourt  (thèse, Paris, Cornély, 1912).
Il meurt en 1959 à Paris.